# José Lezama Lima
José Lezama Lima (L'Avana, 19 dicembre 1910 – L'Avana, 8 agosto 1976) è stato un poeta, scrittore e saggista cubano, considerato una delle figure più influenti della letteratura del suo paese.

## Biografia
Proveniente da una famiglia di tradizioni castrensi (suo padre era colonnello d'artiglieria), si laureò in giurisprudenza nel 1938, divenendo in seguito responsabile del settore culturale del ministero dell'educazione. Nel 1949 fece un viaggio in Messico e nel 1950 uno in Giamaica, diventando poi editore di alcune riviste letterarie.
Dopo la rivoluzione, avvenuta nel 1959, Lezama Lima fu nominato da Fidel Castro direttore della sezione dedicata alla letteratura del Consiglio Nazionale della Cultura. Nel 1962 divenne vicepresidente della UNEAC (Unión Nacional de Escritores y Artistas de Cuba). Nel corso della sua attività di ricerca per l'istituto di letteratura e linguistica e per l'ente culturale Casa de las Americas pubblicò svariati articoli in riviste culturali e letterarie.
La sua produzione letteraria include il romanzo semi-autobiografico di stile barocco Paradiso, che narra la vicenda di un giovane uomo in lotta contro una misteriosa malattia che fronteggia la morte del padre e lo sviluppo di una sensibilità poetica. Lezama Lima pubblicò anche diverse antologie di poesia cubana e le riviste Verbum and Orígenes. Lo stile barocco da lui elaborato si basava da un lato su una peculiare costruzione sintattica da Luis de Góngora e dall'altro sull'utilizzo di immagini spesso attinte da testi filosofici e antiche narrazioni mitologiche cinesi e egizie. Il primo lavoro pubblicato di Lezama Lima, il lungo poema Muerte de Narciso, gli procurò il plauso nazionale all'età di ventisette anni, fissando definitivamente il suo stile. Oltre a poesie e romanzi, Lezama scrisse anche numerosi saggi su figure della letteratura mondiale come Stéphane Mallarmé, Paul Valéry, Luis de Góngora e Arthur Rimbaud, nonché sull'estetica barocca latinoamericana. In particolare i saggi pubblicati nella raccolta La Expresión Americana espongono la sua visione del barocco europeo, il suo rapporto con il classicismo e il barocco americano.
Lezama Lima morì nel 1976 all'età di 65 anni e fu sepolto nel cimitero di Colon, all'Avana. La sua influenza fu decisiva per gli scrittori cubani e portoricani della sua generazione e di quelle successive, quali Virgilio Piñera, Reinaldo Arenas, Fernando Velázquez Medina, René Marqués e Giannina Braschi.

## Opere

### Poesia
- Muerte de Narciso (1937).
- Enemigo rumor (1941).
- Aventuras sigilosas (1945).
- La fijeza (1949).
- Dador (1960).
- Fragmentos a su imán (1978).

### Romanzi
- Paradiso (1966).
- Oppiano Licario (1977).

### Saggi
- Analecta del reloj (1953).
- La expresión americana (1957).
- Tratados en La Habana (1958).
- La cantidad hechizada (1970).

## Opere pubblicate in italiano
- Paradiso (frammenti). Selezione pubblicata in Carte Segrete n. 7, Roma, luglio-settembre 1967. Traduzione italiana a cura di Ignazio Delogu.
- Paradiso, Milano, il Saggiatore, 1971. A cura di Arrigo Storchi e Valerio Riva. Riceve il premio come miglior libro ispanoamericano dell'anno pubblicato in Italia. Include un saggio di Julio Cortázar e un poema biografico di Juan Goytisolo.
- Le ere immaginarie, Parma-Lucca, Pratiche Editrice, 1978. Antologia di saggi a cura di Dario Puccini.
- Oppiano Licario, Roma, Editori Riuniti, 1981.
- Paradiso, Torino, Einaudi, 1995.
- Paradiso, Torino, Einaudi, 2001 (nuova edizione, con un saggio di Mario Vargas Llosa).
- Racconti, Torino, Einaudi, 2004.
- Paradiso, Roma, SUR, 2016 (a cura di Glauco Felici, prefazione di Chiara Valerio).
- José Lezama Lima María Zambrano, Corrispondenza, cura e traduzione di Alessandra Riccio, Edizioni degli animali, Milano 2023